# Wernher von Braun
Il barone Wernher Magnus Maximilian von Braun (pronuncia tedesca [ˈvɛrnhɛʀ fɔn ˈbʀaʊ̯n]; pronuncia inglese [ˈvɛrnər fən ˈbraʊn]) (Wirsitz, 23 marzo 1912 – Alexandria, 16 giugno 1977) è stato un ingegnere e ricercatore tedesco naturalizzato statunitense, una delle figure principali nello sviluppo della missilistica nella Germania nazionalsocialista prima e negli Stati Uniti poi, dove è ritenuto il capostipite del programma spaziale statunitense.
Come maggiore delle SS (Sturmbannführer), prima e durante la seconda guerra mondiale lavorò allo sviluppo dei razzi in Germania, campo in cui ottenne successi senza precedenti. Fu l'ideatore del disegno e della realizzazione dei razzi V2 che colpirono Londra nel corso del secondo conflitto mondiale. Dopo la guerra, assieme ad altri scienziati del suo gruppo, si consegnò alle forze statunitensi che, comprendendo il suo elevato talento scientifico, lo impiegarono immediatamente nello sviluppo dell'Operazione Paperclip, di natura segreta. Von Braun lavorò con l'esercito statunitense, per venire poi assimilato definitivamente nella NASA.
Negli anni di collaborazione con la NASA fu direttore del nuovo Marshall Space Flight Center nonché progettista del veicolo di lancio Saturn V, il lanciatore pesante che portò le missioni Apollo verso la Luna tra il 1968 e il 1972, il vero coronamento di tutta la sua opera scientifica. Come definito dalla NASA, egli fu "indubbiamente il più grande scienziato della tecnica missilistica e aerospaziale della storia". Nel 1975 ricevette la National Medal of Science.

## Biografia

### Gioventù

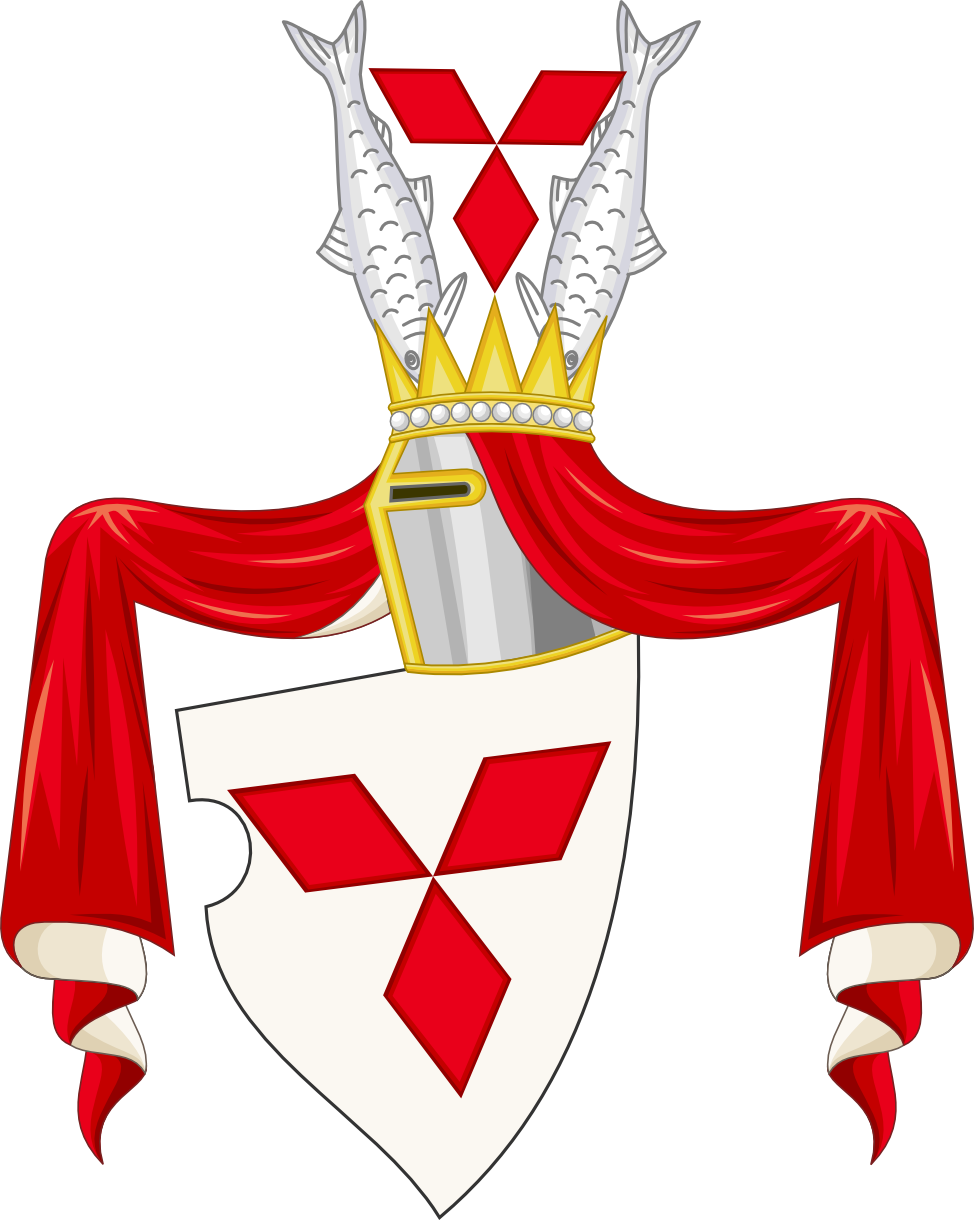
Stemma dei von Braun

Il barone Wernher Magnus Maximilian von Braun nacque a Wirsitz, in Prussia (oggi Wyrzysk, in Polonia), secondo di tre figli. Suo padre, Magnus von Braun (1878–1972), apparteneva all'antica aristocrazia conservatrice tedesca e aveva prestato servizio come ministro dell'agricoltura nel Gabinetto federale durante la Repubblica di Weimar. Sua madre, Emmy von Quistorp (1886–1959), discendeva anch'ella da una nobile famiglia che vantava tra i suoi antenati molti membri delle famiglie reali d'Europa, quali Filippo III di Francia, Valdemaro I di Danimarca, Roberto III di Scozia e Edoardo III d'Inghilterra.
Era, inoltre, un lontano parente di Eva Braun, che diverrà moglie di Hitler. Von Braun aveva un fratello maggiore, Sigismund, e un fratello minore, di nome Magnus come il padre. Dopo aver ricevuto la cresima secondo il rito luterano, Wernher von Braun ebbe in regalo da sua madre un telescopio, incominciando così ad appassionarsi all'astronomia e allo spazio, il che segnò tutta la sua vita. Dopo l'annessione di Wirsitz alla Polonia nel 1920 (secondo il trattato di Versailles), la sua famiglia, come molte altre di origine tedesca, migrò in Germania, trovando casa a Berlino.
Wernher von Braun fu anche un abile musicista amatoriale, suonando le opere di Beethoven e Bach a memoria. Von Braun imparò infatti a suonare il violoncello e il pianoforte, intenzionato com'era a divenire un compositore. Prese lezioni da Paul Hindemith e compose anche alcuni brani che risentono proprio dell'ispirazione musicale del maestro.
All'inizio del 1925 incominciò a frequentare la scuola al castello di Ettersburg, presso Weimar, dove comunque il suo rendimento, in particolare nelle materie scientifiche, si mantenne su livelli insufficienti. A scuola Wernher non eccelleva né in fisica né in matematica, finché non acquistò un libro dal titolo Die Rakete zu den Planetenräumen (Il missile nello spazio interplanetario), scritto dal pioniere della missilistica Hermann Oberth. Da quel momento in poi si applicò talmente tanto alla matematica da arrivare a eccellere in quel campo. All'età di dodici anni causò dei danni notevoli in seguito all'esplosione di un vagone giocattolo al quale aveva attaccato dei fuochi d'artificio, ispirato in questo dagli studi sulle auto a propulsione pubblicati in quegli anni da Max Valier e Fritz von Opel. Il giovane von Braun venne tenuto in custodia dalla polizia finché non arrivò il padre. Nel 1928 la sua famiglia lo trasferì al collegio Hermann-Lietz-Internat nella Frisia Orientale, presso l'isola di Spiekeroog nel Mare del Nord; fu qui che cominciò ad appassionarsi ai viaggi spaziali.
Nel 1930 incominciò a frequentare l'Università tecnica di Berlino, entrando successivamente nella Verein für Raumschiffahrt ("Società per il volo spaziale"), dove assistette Hermann Oberth negli esperimenti sui razzi a motore con combustibile liquido, costruendone egli stesso alcuni, utilizzando materiali di recupero reperiti nelle discariche di rifiuti di Berlino. Dopo avere conseguito il diploma, entrò alla Humboldt-Universität zu Berlin.

### La carriera in Germania

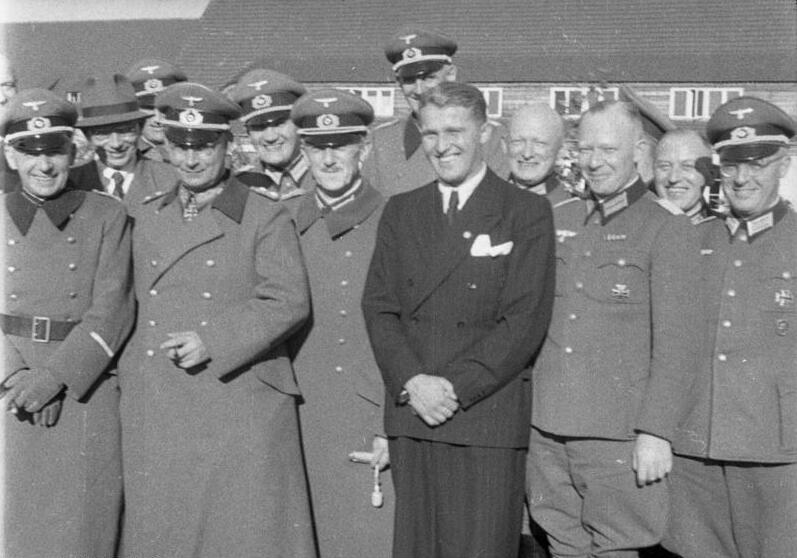
Peenemünde, 1941: von Braun, in primo piano e in borghese, fotografato assieme a ufficiali tedeschi

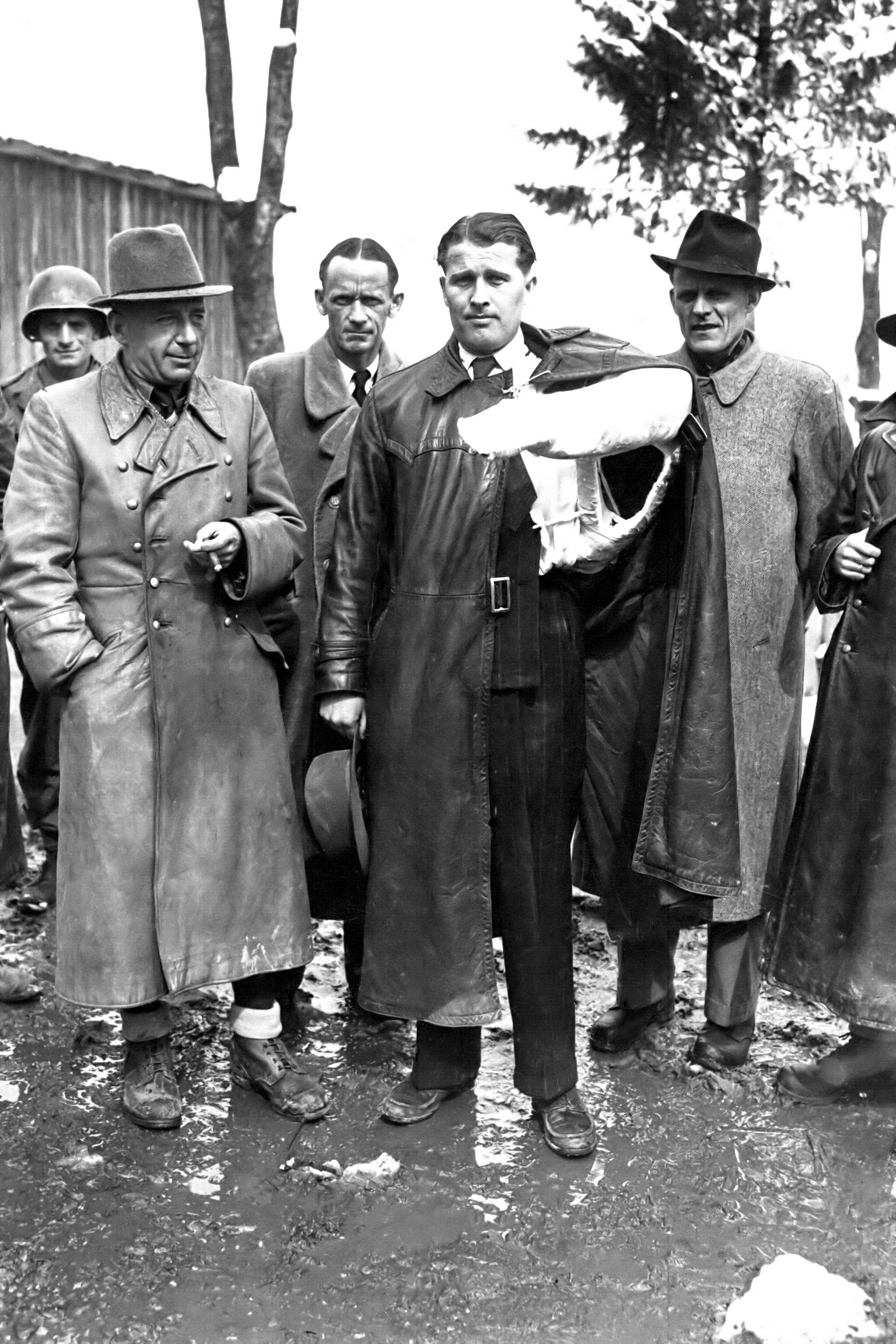
Walter Dornberger, Herbert Axster, Wernher von Braun e Hans Lindenberg il 3 maggio 1945, dopo essersi consegnati alle truppe statunitensi

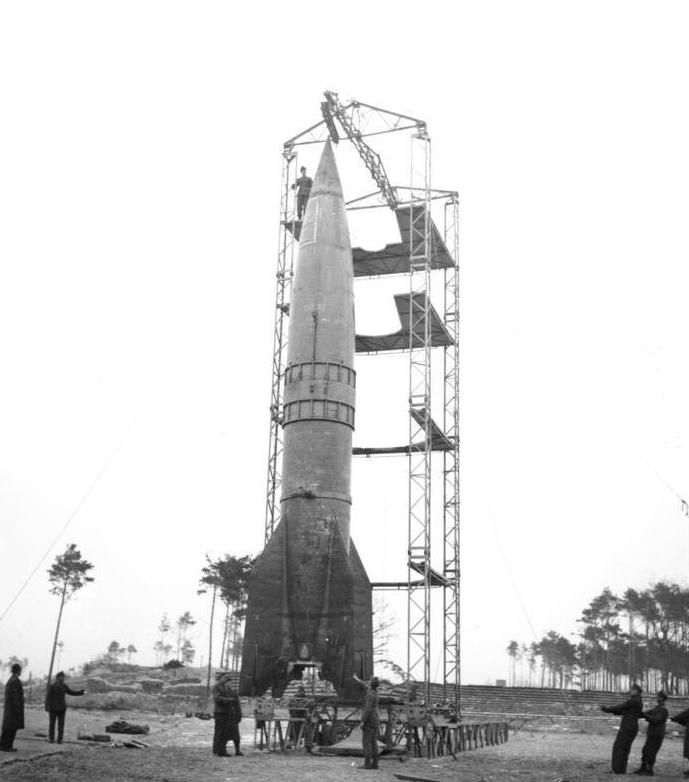
Un razzo V2 nella sua rampa presso il HVA Peenemünde nel marzo 1942

Von Braun stava lavorando al suo dottorato quando il Partito Nazionalsocialista Tedesco dei Lavoratori (NSDAP o Partito nazista) salì al potere in un governo di coalizione in Germania; la missilistica divenne quasi immediatamente parte dell'agenda nazionale.
Il capitano d'artiglieria Walter Dornberger assicurò a von Braun una borsa di studio di ricerca presso il reparto d'artiglieria dove si stavano sviluppando le ricerche del razzo a combustibile solido di Dornberger, a Kummersdorf. Il trattato di Versailles aveva posto severe limitazioni a carico della Germania relativamente agli armamenti e in particolare alla dotazione di artiglieria pesante, ma nulla era stato disposto in relazione ai razzi. Da qui l'interesse della Reichswehr per gli studi sulla propulsione a razzo. Successivamente, von Braun conseguì un dottorato in fisica. Alla fine del 1934 l'équipe di von Braun riuscì a lanciare due missili che percorsero 2,4 km.
A quel tempo, tuttavia, non esistevano più società missilistiche tedesche a causa del fallimento del Verein für Raumschiffahrt e i test sui razzi erano stati proibiti dal nuovo regime nazista. I militari monopolizzarono lo sviluppo e la ricerca missilistica, costruendo una grande industria nei pressi del villaggio di Peenemünde nel nord-est della Germania, sul Mar Baltico. Dornberger divenne comandante e von Braun fu nominato suo direttore tecnico. In collaborazione con la Luftwaffe, il gruppo di Peenemünde sviluppò i propulsori a combustibile liquido sia per i caccia sia per gli aerei a reazione.
Svilupparono anche il missile balistico a lungo raggio A-4 e il missile antiaereo supersonico Wasserfall. A causa di forti pressioni, von Braun nel novembre 1937 entrò nel Partito nazista e nel mese di maggio del 1940 diventò un ufficiale delle SS. Iniziò col grado di Untersturmführer (sottotenente) e Himmler lo promosse tre volte, l'ultima come Sturmbannführer (maggiore) nel giugno del 1943.
Nel novembre del 1942 Adolf Hitler approvò la produzione degli A-4 come "arma di rappresaglia". Il gruppo di lavoro comprese che li si sviluppava per bombardare Londra con esplosivi. Ventidue mesi dopo venne messo a punto il primo A-4, ora denominato V2 (Vergeltungswaffe 2, o arma di rappresaglia 2), un nome inventato da Joseph Goebbels. Il missile venne lanciato verso l'Europa occidentale il 7 settembre 1944.
Nasceva la missilistica, una delle armi segrete germaniche. Ciò che ancora mancava era la bomba atomica, che lo stato maggiore tedesco considerava realizzabile a breve, e i missili V2 lanciati con esplosivi tradizionali non ebbero l'effetto distruttivo immaginato con carica atomica capace di decidere l'esito del conflitto. I razzi V2 furono per la maggior parte fabbricati in circostanze terribili: la produzione principale infatti, ebbe luogo nei sotterranei di una fabbrica del campo di concentramento di Mittelbau-Dora, dove i lavoratori erano prigionieri ridotti in schiavitù. I sotterranei vennero scavati nella dura roccia della montagna di Harz. Lo scopo era nascondersi alla ricognizione alleata per evitare un possibile bombardamento, avendo così la sicurezza che il V2 sarebbe stato costruito nella quantità sufficiente per arrivare alla cosiddetta Endsieg (la vittoria finale della Germania).
La fabbrica era diretta dalle SS e come operai venivano usati i cittadini stranieri detenuti nel campo, principalmente francesi ed est-europei. L'indebolimento della manodopera causato dal massacrante lavoro nel campo di concentramento provocò, si stima, almeno 20 000 morti tra coloro che lavorarono al progetto. Alcuni vennero uccisi mentre tentavano di sabotare i missili. Non ci sono prove che von Braun abbia protestato per tali uccisioni, anche se successivamente dichiarò di provare vergogna per quanto era successo a Dora.
Nel marzo 1944 la Gestapo arrestò von Braun per crimini contro lo Stato a causa della sua continua pubblicità sulla possibile costruzione di missili capaci di andare nello spazio. Ma le accuse caddero, dato che il suo ruolo nella costruzione di macchine da guerra era in costante crescita. Infatti Dornberger e il ministro agli armamenti Albert Speer riuscirono a convincere Hitler che senza von Braun la produzione di V2 sarebbe stata a rischio.
Il razzo V2 di von Braun fu il primo oggetto costruito dall'uomo a raggiungere lo spazio, ad un'altitudine di 176 chilometri durante un volo di prova nel giugno 1944.
Nella primavera del 1945, quando l'Armata Rossa era giunta a 160 km da Peenemünde, von Braun riunì i suoi collaboratori e chiese loro a chi avrebbero voluto consegnarsi. Molti scienziati erano impauriti dai sovietici e temevano processi o rappresaglie da parte dei britannici, le cui città avevano subito il maggior numero di attacchi con i missili; così, salendo su un treno munito di documenti falsi, von Braun condusse 500 persone attraverso la Germania distrutta dalla guerra per consegnarsi agli statunitensi. Le SS avevano avuto l'ordine di uccidere gli ingegneri tedeschi in fuga, ma von Braun e gli altri riuscirono ugualmente a consegnarsi alle truppe statunitensi. Gli americani, appena capirono di avere di fronte degli ingegneri di primissimo piano, mandarono subito l'esercito a Peenemünde e a Nordhausen per requisire tutto ciò che restava dei V2 e distruggere entrambe le fabbriche, riuscendo a stipare in 300 vagoni ferroviari le parti dei missili rimaste, ma buona parte della produzione dell'équipe di von Braun venne requisita dai sovietici.
In Gran Bretagna i missili V2 avevano causato 2 754 morti e 6 523 feriti e von Braun era considerato un criminale di guerra da parte della popolazione. Un analogo numero di morti vi era stato in Belgio, soprattutto nella città di Anversa. La missilistica sarebbe diventata l'arma usata nel XX secolo.

### La carriera nell'esercito statunitense
Anche negli Stati Uniti dell'immediato dopoguerra l'odio verso i nazisti era palpabile. Infatti le condizioni offerte al gruppo di ingegneri e scienziati che ora collaboravano con gli americani furono non sempre facili.

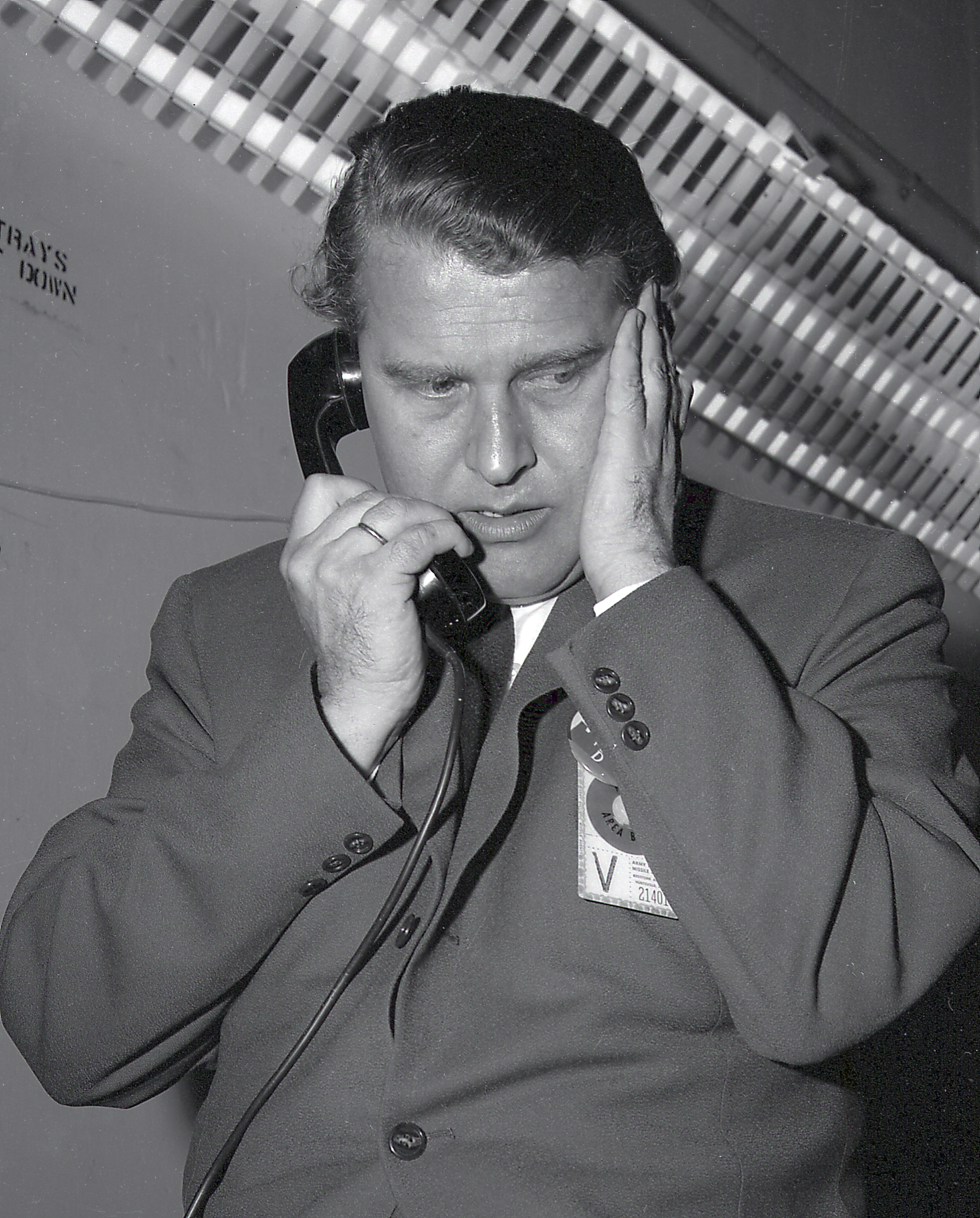
Von Braun prima dell'inizio del Programma Pioneer 4 nel marzo 1959

Il 20 giugno 1945 il Segretario di Stato Cordell Hull approvò il trasferimento sul suolo statunitense degli specialisti tedeschi facenti capo a von Braun, nell'operazione segreta Paperclip dell'Office of Strategic Services. I primi sette scienziati giunsero a Wilmington, nel Delaware, il 20 settembre 1945. In seguito vennero trasferiti a Boston e successivamente, con l'eccezione di von Braun, nel Maryland per classificare i documenti di Peenemünde che avrebbero permesso agli scienziati di continuare gli esperimenti missilistici. Infine von Braun e altri 126 suoi colleghi furono dislocati a Fort Bliss, nel Texas, in una grande installazione militare a nord di El Paso.

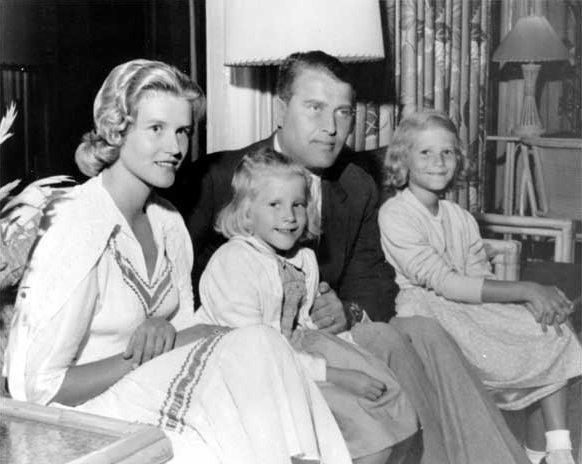
La famiglia von Braun negli anni '50

Furono loro imposte condizioni severe: separati dalle famiglie, rimaste in Germania, si trovarono a vivere in baracche dissestate, prive di servizi e sotto costante sorveglianza, col divieto di allontanarsi dal complesso se non sotto scorta.
A Fort Bliss lo staff di von Braun addestrò il personale militare, industriale e universitario sulla complessità della missilistica; alcuni V2 arrivati integri dalla Germania vennero lanciati a scopo sperimentale nel Nuovo Messico. Proseguirono inoltre gli studi sulle future applicazioni dei razzi militari.
In questo periodo von Braun spedì una proposta di matrimonio alla sua prima cugina, la diciottenne Maria von Quistorp. Il 1º marzo 1947 si sposarono con rito luterano in una chiesa di Landshut, in Germania, dopo che von Braun aveva ottenuto il permesso di tornare nel suo paese nativo e di rivedere i propri genitori. Nel dicembre del 1948 nacque la sua prima figlia all'ospedale militare di Fort Bliss.
Nel 1950 von Braun e il suo staff vennero trasferiti a Huntsville, in Alabama, dove si stabilirono per vent'anni. Nominato direttore della divisione di sviluppo dell'Army Ballistic Missile Agency (ABMA), condusse fino al 1956 la squadra di sviluppo dell'esercito alla creazione del razzo Redstone. Già nel 1954 il gruppo sarebbe stato in grado di lanciare un satellite in orbita nello spazio. Ma la Casa Bianca si oppose: nel settembre 1956, infatti, von Braun fu costretto a zavorrare il razzo perché non entrasse in orbita. I politici preferivano infatti il progetto Vanguard della Marina militare, che però poteva contare su un missile meno potente e sicuro.
Il 4 ottobre 1957 gli Stati Uniti vennero colti di sorpresa dalla notizia del primo lancio di un satellite sovietico, lo Sputnik 1. Cercando di correre subito ai ripari, venne anticipato il lancio del Vanguard al dicembre 1957 (doveva essere pronto nel 1958). Ma il lancio fallì: il razzo che sosteneva il satellite ricadde a terra e si incendiò.
Così von Braun ebbe finalmente via libera e in soli tre mesi mise in orbita il primo satellite artificiale statunitense. Il suo gruppo sviluppò il Jupiter-C, un lanciatore Redstone modificato. Il 31 gennaio 1958, il lancio riuscito del Jupiter-C, che mise in orbita l'Explorer 1, segnò l'inizio del programma spaziale americano.

### La missione di rendere popolare il concetto dell'uomo nello spazio
Riprendendo gli schemi che già aveva elaborato agli inizi della sua carriera in Germania, von Braun, se da un lato si dedicava alla progettazione di razzi e tecniche spaziali "per la realtà", continuava a inseguire il suo sogno di ingegnere-scienziato di un mondo futuro nel quale i razzi potessero essere utilizzati in modo versatile per l'esplorazione dello spazio ancora sconosciuto. Se però un tempo temeva di essere osteggiato per queste sue idee, negli anni di collaborazione con gli americani si propose di divulgarle il più possibile, riscuotendo un certo successo. Il 14 maggio 1950, come sottolineato dal The Huntsville Times nell'articolo «Il dottor von Braun ripete che i razzi potranno raggiungere la Luna», fu l'inizio dei suoi sforzi in questo senso. Le discussioni che si originarono sul tema procurarono una grande pubblicità al concetto di viaggio spaziale e alla comparsa delle prime opere d'immaginazione a tema "lunare", come i film del 1950 Uomini sulla Luna (Destination Moon) e RX-M Destinazione Luna (Rocketship X-M).

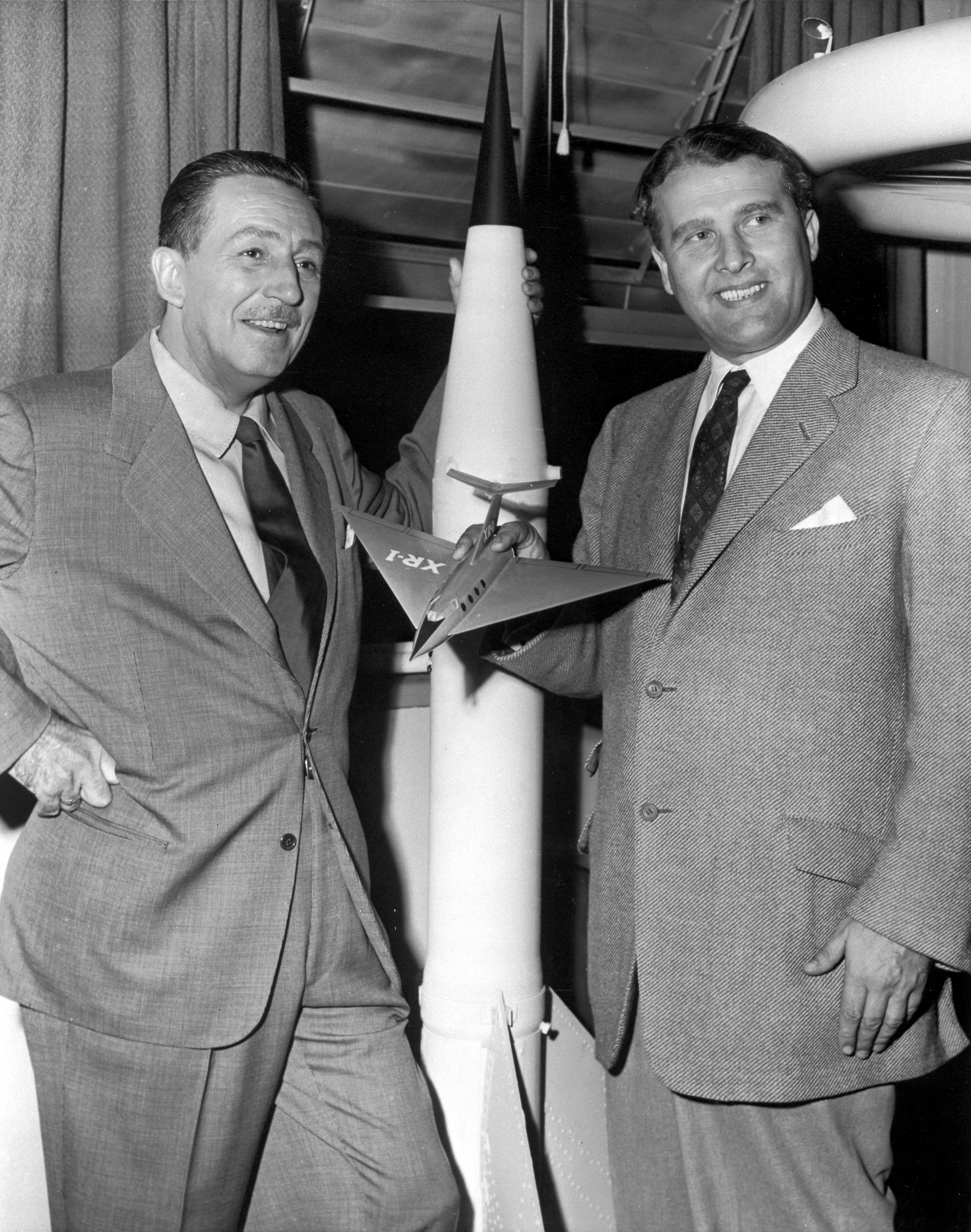
Walt Disney e von Braun nel 1954 con un modello di astronave passeggeri. I due collaborarono a una serie di tre film educativi sul tema aerospaziale

Nel 1952 von Braun pubblicò per la prima volta il suo concetto di progettazione e gestione di una stazione spaziale orbitante sul settimanale Collier's Weekly nella serie Man Will Conquer Space Soon!. Questi articoli vennero illustrati dall'artista di fantascienza Chesley Bonestell ed ebbero un ruolo importante nella diffusione delle sue idee. Von Braun collaborò frequentemente con l'amico e scrittore Willy Ley per pubblicare le sue idee.

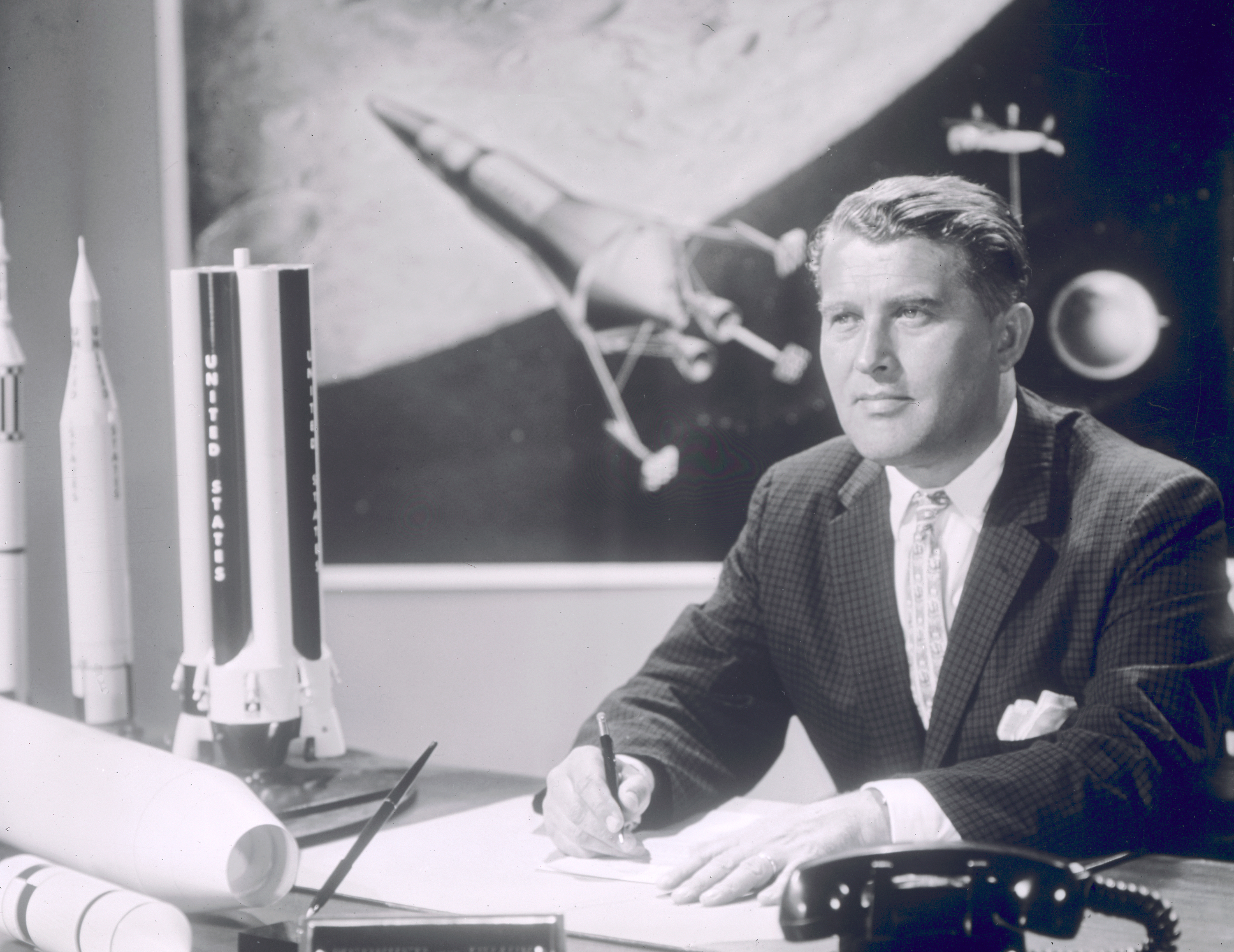
Il professor von Braun nel suo ufficio, 1º settembre 1960

Nell'articolo dedicato alla stazione spaziale si leggeva che essa avrebbe avuto un diametro di 75 m, la sua orbita sarebbe stata a una altezza di 1700 km e avrebbe ruotato su se stessa per creare una gravità artificiale, come suggerito già nel 1929 da Herman Potočnik nel suo libro Das Problem der Befahrung des Weltraums - Der Raketenmotor (Il problema del viaggio spaziale – Il razzo motore). Questi suoi concetti vennero ripresi, alcuni decenni dopo, nel film 2001: Odissea nello spazio.
Von Braun aveva immaginato delle spedizioni su larga scala, con un totale di 50 astronauti viaggianti in tre navicelle spaziali (due per la truppa e una essenzialmente come cargo). Al loro arrivo, questi astronauti avrebbero potuto creare una base lunare permanente nella regione lunare che a lui pareva più adatta allo scopo, quella di Sinus Roris, dalla quale avrebbe potuto svilupparsi quindi un insediamento permanente da cui condurre l'esplorazione delle aree circostanti, come il cratere Harpalus e il Mare Imbrium.
Nel medesimo periodo von Braun stava lavorando anche a un primo progetto per una missione spaziale su Marte, che egli intendeva utilizzare per installarvi una stazione. Le spedizioni di von Braun su Marte avevano quattro elementi fondamentali: dei lanciatori Saturn V, navette a propulsione nucleare, moduli abitativi "Mars" e diversi moduli di escursione marziani che avrebbero assicurato ciascuno un atterraggio sul suolo di Marte. I suoi progetti, pubblicati nel libro divulgativo Project Mars: A Technical Tale (1953) (Progetto Marte. Storie di uomini e astronavi), prevedevano una flotta di dieci navicelle, di cui una per il cargo e nove per il trasporto di un totale di 70 astronauti. Project Mars ispirò, tra le altre cose, il film La conquista dello spazio del 1955.
Prima di dedicarsi alle descrizioni scientifiche e agli approcci tecnici di un possibile viaggio su Marte, von Braun aveva scritto una novella fantascientifica, ambientata appunto nel 1980, anno che egli prevedeva essere di svolta per le missioni sul pianeta rosso. Secondo il suo biografo Erik Bergaust, il manoscritto era stato rifiutato da non meno di 18 editori e questo colpì molto negativamente von Braun, che si rivalse pubblicando parte di questa sua opera sulle riviste specializzate, di modo da poter facilmente illustrare il suo progetto. Il manoscritto completo, dal titolo Project MARS: A Technical Tale, è stato pubblicato postumo soltanto nel dicembre del 2006.
Nella speranza che queste sue teorie potessero attrarre sempre più il pubblico internazionale sul tema dei viaggi spaziali e delle tecniche di navigazione nello spazio, von Braun incominciò a lavorare anche con Walt Disney e con i Disney Studios come direttore tecnico, cominciando con tre film per la televisione dedicati all'esplorazione dello spazio. La prima di queste opere fu Man in Space, che venne trasmessa per la prima volta il 9 marzo 1955, riuscendo a catturare 42 milioni di spettatori con un inatteso successo.
In seguito, nel 1959, von Braun pubblicò un piccolo libro nel quale condensava alcuni episodi apparsi sul This Week Magazine.

### La carriera alla NASA

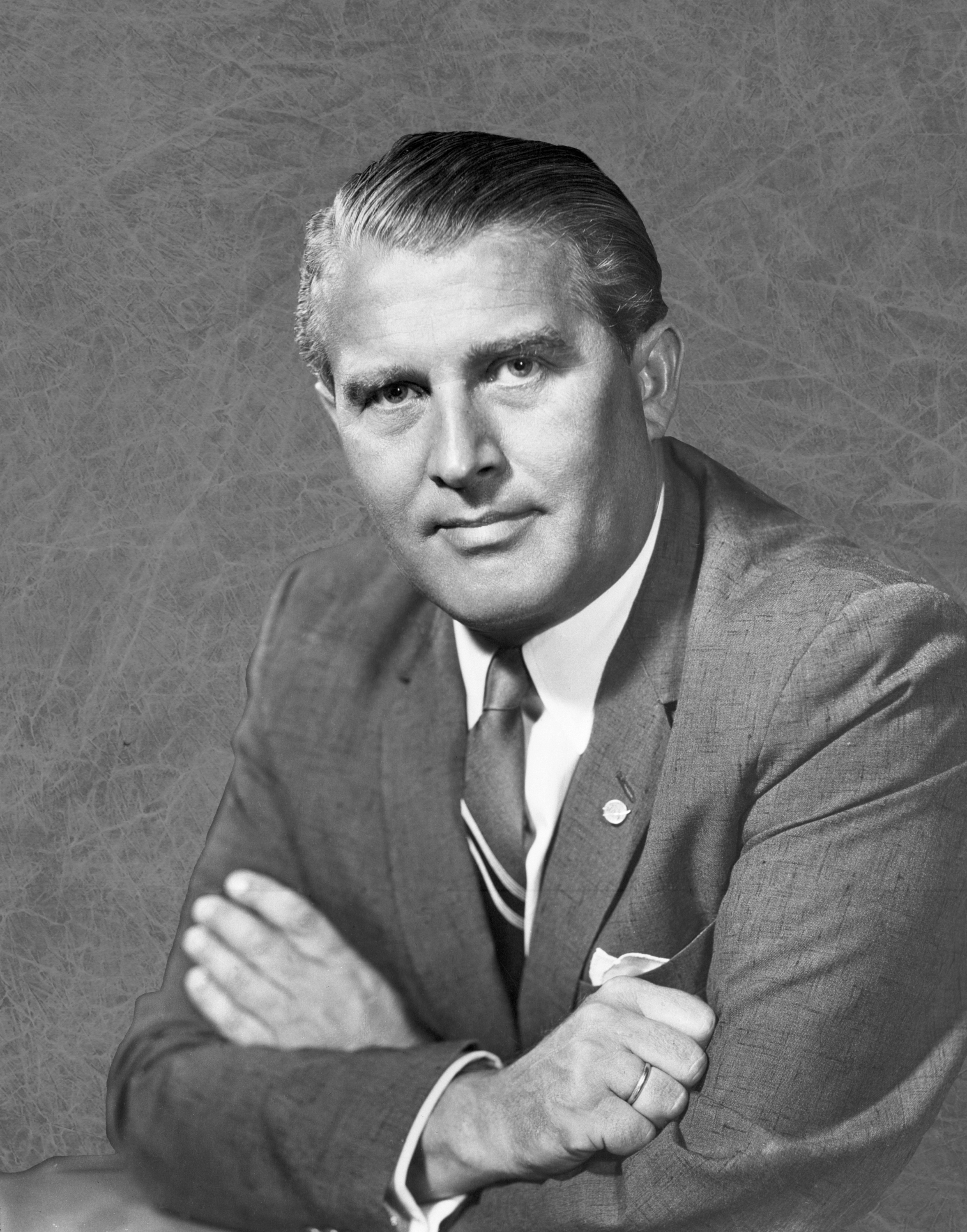
Von Braun nel 1960

La Marina militare statunitense aveva cercato più volte di costruire un razzo per lanciare i satelliti in orbita, ma il Vanguard progettato si era dimostrato inservibile. Nel 1957, col lancio dello Sputnik 1, vi era ormai la crescente convinzione che l'Unione Sovietica fosse decisamente avanzata nel suo programma spaziale rispetto agli Stati Uniti e questo mosse ancora più gli animi e il governo a emergere nella corsa allo spazio. Le autorità americane scelsero quindi di sfruttare von Braun e le sue conoscenze in campo missilistico per progettare veicoli per il lancio orbitale, proposta che egli in un primo tempo rifiutò.

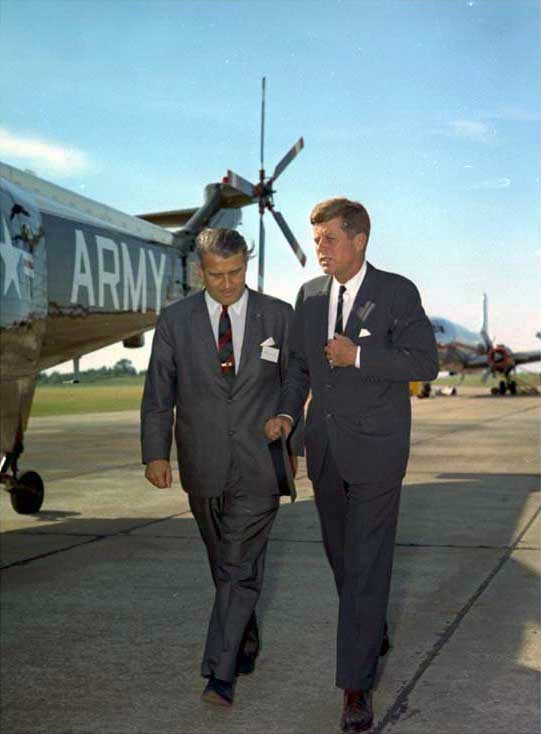
Wernher von Braun con il presidente John Fitzgerald Kennedy, nel 1963

La NASA fu costituita con una legge del 29 luglio 1958. Il giorno dopo, il cinquantesimo razzo Redstone fu lanciato con successo da un'isola del Pacifico meridionale. Due anni più tardi la NASA aprì un nuovo centro spaziale, il Marshall Space Flight Center, sempre nella città di Huntsville, in Alabama, e trasferì von Braun e il suo staff dall'ABMA alla NASA. In un incontro faccia a faccia con Herb York al Pentagono, von Braun mise in chiaro che egli sarebbe passato alla NASA solo se fosse stato permesso un ulteriore sviluppo del progetto Saturn. Von Braun fu il primo direttore del centro, dal 1960 al febbraio del 1970.

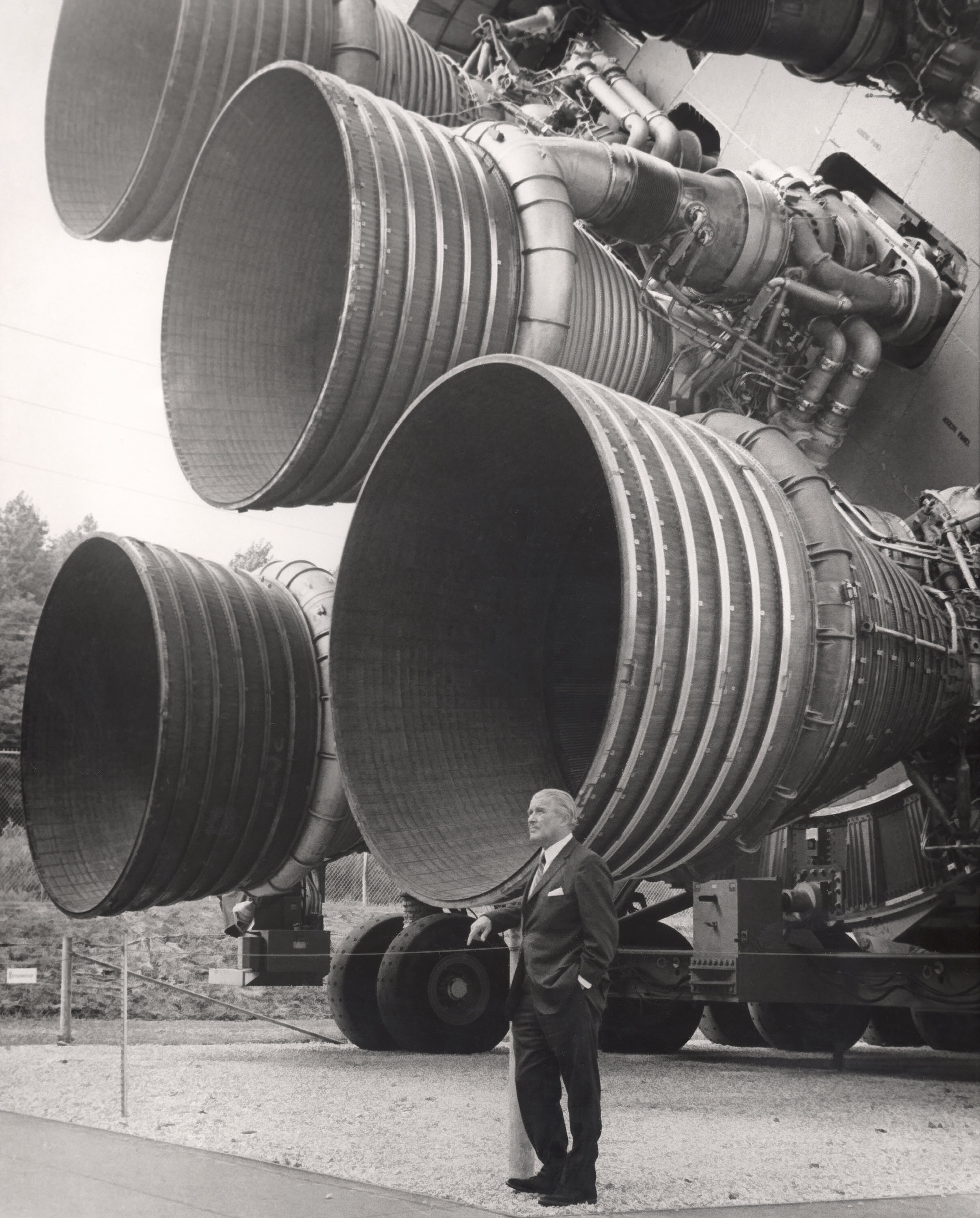
Wernher von Braun davanti agli endoreattori F-1 del primo stadio del Saturn V

Questi primi anni di von Braun alla NASA non furono tranquilli e non mancarono le difficoltà. Una di queste fu "l'infame viaggio di dieci centimetri", come egli stesso ebbe a definirlo, uno dei primi lanci dei nuovi razzi che si sollevò solo appunto dieci centimetri circa dal suolo per poi ricadervi; un errore banale che fu presto risolto con qualche accorgimento allo strumento, ma che fu sufficiente a demoralizzare parte del gruppo che stava lavorando intensamente al progetto.
Il primo importante progetto al Marshall Center fu lo sviluppo del Saturn, un razzo in grado di portare astronauti sulla Luna. A tal proposito lo stesso von Braun, applicandosi al progetto, propose di seguire una tecnica ingegneristica che portasse a un rendezvous sull'orbita geocentrica, ma nel 1962 si convertì all'idea di un rendezvous nell'orbita selenocentrica, che successivamente mise in pratica. Il sogno di von Braun di vedere un uomo sulla Luna si concretizzò il 16 luglio 1969, quando il razzo Saturn V, sviluppato al Marshall, portò l'equipaggio dell'Apollo 11 sulla Luna. Nel corso del Programma Apollo sei equipaggi di astronauti esplorarono la superficie lunare e lo stesso von Braun collaborò attivamente con Kurt Heinrich Debus, il primo direttore del Kennedy Space Center.
Durante l'estate locale del 1966–67, von Braun prese parte a un viaggio scientifico in Antartide organizzato per lui e altri membri della direzione della NASA. L'obiettivo di questa missione era quello di determinare quanto l'esplorazione con metodi scientifici dell'Antartide avrebbe potuto allenare gli astronauti all'esplorazione della superficie lunare. L'interesse di von Braun per l'ambiente si focalizzò essenzialmente nello sfruttamento proficuo delle poche risorse d'acqua dolce disponibili, in virtù della sua idea circa la possibile presenza di acqua (e quindi di vita) anche su altri pianeti e in particolare su Marte, per il quale egli auspicava missioni di ammartaggio attorno al 1980. Il 4 agosto del 1969 von Braun illustrò (senza successo) alla Commissione spaziale del governo statunitense un progetto per portare un gruppo di astronauti su Marte entro il 1982.
Nel 1970 von Braun venne assegnato al ruolo di NASA's Deputy Associate Administrator for Planning al quartier generale della NASA, trasferendosi con la sua famiglia a Washington. Con l'interruzione del programma Apollo, von Braun comprese di possedere una visione del futuro della corsa allo spazio profondamente diversa da quella della NASA e quindi il 26 maggio 1972 rassegnò le dimissioni.
Nel contempo von Braun sviluppò l'idea di un "campus spaziale" (US Space Camp), istituzione che avrebbe fornito ai giovani americani le conoscenze necessarie e l'apertura mentale per sviluppare al meglio il loro rapporto con le future tecnologie e con lo spazio.

### La carriera dopo la NASA

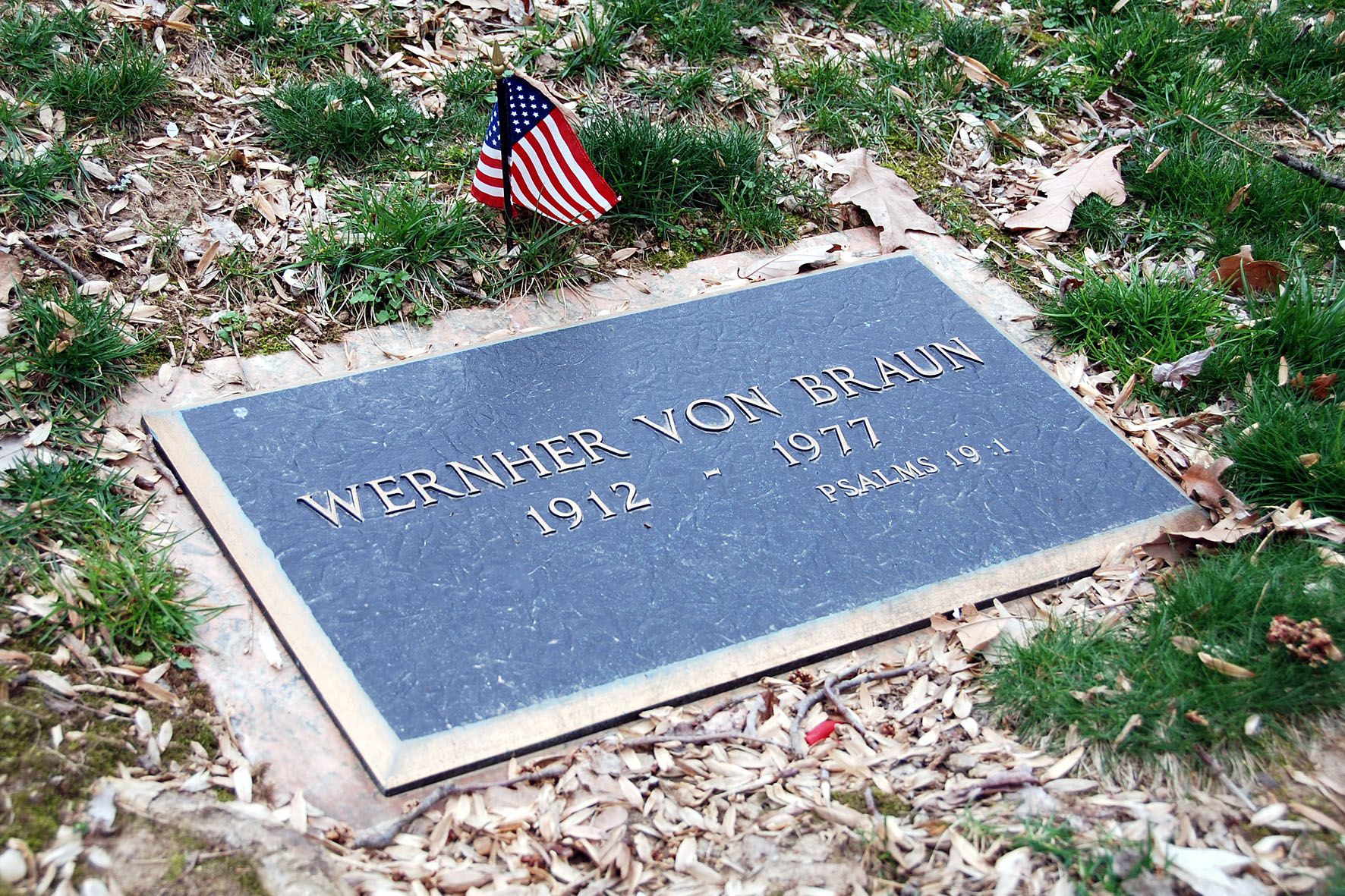
La tomba di Wernher von Braun nellIvy Hill Cemetery (Alexandria, Virginia)

Dopo aver lasciato la NASA, von Braun divenne vicepresidente delle industrie Fairchild a Germantown, nel Maryland, dove fu attivo nella promozione del National Space Institute. Conobbe Carol Rosin, responsabile corporativa delle industrie Fairchild, nel 1974. Von Braun la rese consapevole del pericolo della proliferazione delle armi spaziali e del perché dovessero essere bandite. Rosin continuò l'azione di von Braun nella promozione del divieto delle armi spaziali e nella trasformazione del complesso militare-industriale in un'industria pacifica di esplorazione dello spazio, co-fondando lo Institute for Cooperation in Space (Istituto per la cooperazione nello spazio).
Nel 1976 divenne membro del consiglio di amministrazione della Daimler-Benz nonché consulente scientifico di Lutz Kayser, CEO della tedesca OTRAG (Orbital Transport und Raketen), la prima compagnia privata a occuparsi della produzione di veicoli di lancio. All'apice della sua attività, von Braun scoprì di soffrire di tumore al pancreas. Malgrado le cure, il tumore continuò a progredire, costringendolo a lasciare la Fairchild il 31 dicembre 1976. Il 16 giugno 1977 Wernher von Braun morì ad Alexandria (Virginia), all'età di 65 anni. Fu sepolto all'Ivy Hill Cemetery, nella stessa città.

## Nella cultura di massa

### Cinema
- La biografia di Wernher von Braun fu il soggetto del film del 1960 diretto da J. Lee Thompson, I Aim at the Stars (Alla conquista dell'infinito), con Curd Jürgens nella parte di von Braun e Victoria Shaw in quella della moglie Maria von Quistorp.[27]
- La figura di von Braun appare nel film storico Uomini veri (1984) di Philip Kaufmann, sull'addestramento dei primi astronauti americani, nella corsa allo spazio dei primi anni Sessanta.
- La figura di von Braun appare nel film Cielo d'ottobre, quale ispiratore del giovane protagonista.
- Un riferimento cinematografico si trova nel film Ritorno al futuro - Parte III dove Emmett Brown interpretato da Christopher Lloyd viene proposto con nome e origini molto simili a von Braun.
- Il nome di von Braun viene ripetuto spesso nel film Vite sospese.
- Il nome di von Braun assume eco sinistra nel film distopico Alphaville, qui uno scienziato di idee naziste creatore di un computer per il controllo totale della popolazione di un pianeta.
- Il personaggio di Doc Brown nella saga cinematografica Ritorno al futuro afferma che il suo cognome in origine era von Braun, (cambiato in Brown dopo la guerra). Questo sembra essere un omaggio allo scienziato il cui apporto fu decisivo per lo sviluppo della scienza missilistica e per la conseguente corsa allo spazio[senza fonte].
- Viene spesso citato nel film Cielo d'ottobre.
- Von Braun viene citato nel film Più forte ragazzi durante un dialogo via radio tra aeromobile e torre di controllo, quando il personaggio interpretato da Bud Spencer, Salud, chiama ironicamente il controllore di volo, appunto, von Braun.
- Nel film Iron man 3, il personaggio di Maya Hansen cita von Braun.
- Si pensa che Stanley Kubrick abbia preso ispirazione da Wernher von Braun e altre persone dell'epoca, come John von Neumann, Edward Teller e Henry Kissinger, per il suo celebre film Il dottor Stranamore - Ovvero: come ho imparato a non preoccuparmi e ad amare la bomba[senza fonte]
- Nel film Indiana Jones e il quadrante del destino, il personaggio di Mads Mikkelsen è ispirato alla figura di von Braun.

### Tv
- Von Braun appare nella serie televisiva Project Blue Book.
- Von Braun appare nella serie televisiva For All Mankind.
- La figura di von Braun appare nella serie Hunters prodotta da Amazon nel 2019.
- Nella serie televisiva For All Mankind il personaggio è interpretato dall'attore canadese Colm Feore.
- Von Braun è citato in una puntata della serie Timeless, in cui è oggetto di rapimento da parte dei protagonisti per permettere al suddetto di disertare in favore dell'esercito americano.

### Letteratura e fumetti
- Von Braun è citato più volte nel romanzo L'arcobaleno della gravità di Thomas Pynchon (è di von Braun la citazione di apertura), testo la cui trama ruota attorno ai missili V2.
- Nel manga e anime Planetes, la Von Braun è la nave spaziale che per prima porterà l'uomo su Giove. Inoltre, in tutta la storia, si fanno diversi riferimenti alla figura di von Braun quale pioniere della missilistica e del programma spaziale umano.
- Nell'anime Mobile Suit Gundam, una città lunare è chiamata Von Braun City in suo onore.
- Il personaggio disneyano di Pico De Paperis tuttologo plurilaureato, in originale Ludwig von Drake con un marcato accento tedesco, è chiaramente ispirato alle popolari figure di Einstein e von Braun[senza fonte].

### Videogiochi
- Nel videogioco Kerbal Space program, il personaggio a capo del dipartimento scientifico si chiama Wernher von Kerman, chiara allusione allo scienziato tedesco e probabilmente allo scienziato Theodore von Kármán, dal momento che uno degli scopi del gioco è la creazione di razzi per esplorare lo spazio.
- Nel videogioco System Shock 2, l'astronave su cui si svolge la trama si chiama von Braun, in omaggio allo scienziato.

## Onorificenze

### Onorificenze tedesche
- 8 luglio 1943: status di Professor, conferito da Hitler

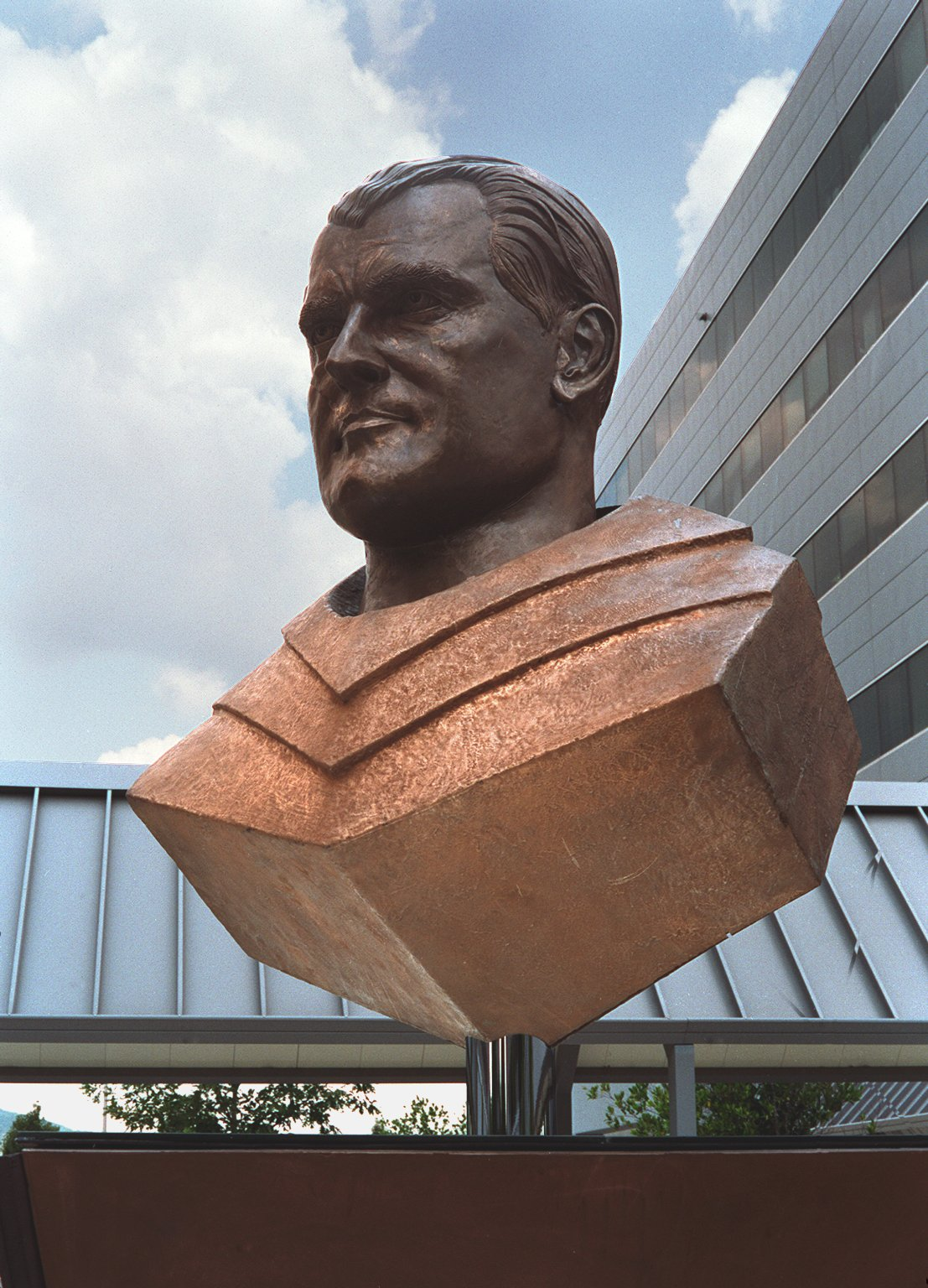
Busto di Wernher von Braun al Marshall Space Flight Center

### Altre onorificenze
- 1969: Wilhelm-Exner-Medaille
- 1975: medaglia d'oro della Humboldt-Gesellschaft
- 1994: dedicato il cratere Von Braun sulla Luna
- 2010: terzo Wernher-von-Braun-Memorial-Symposium alla University of Alabama di Huntsville[28]
- 25 lauree honoris causa:[29] tra le quali: Università dell'Alabama, University of Tennessee at Chattanooga, University of Pittsburgh, Saint Louis University, Technische Universität Berlin, Canisius College, Clark University